# Cargojet Airways
Cargojet Inc. (TSX : CJT) est une compagnie aérienne spécialisée dans les vols réguliers cargo, basée à Mississauga, Ontario, Canada. Les activités d’exploitation de la compagnie sont effectuées autant au Canada qu’à l’international. La plupart des aéronefs de la compagnie sont basés à l'aéroport international John-C. Munro de Hamilton, en Ontario. Cargojet Inc. est une compagnie publique qui emploie plus de 500 employés et dont la capitalisation boursière est de 45 millions de dollars (USD).

## Histoire

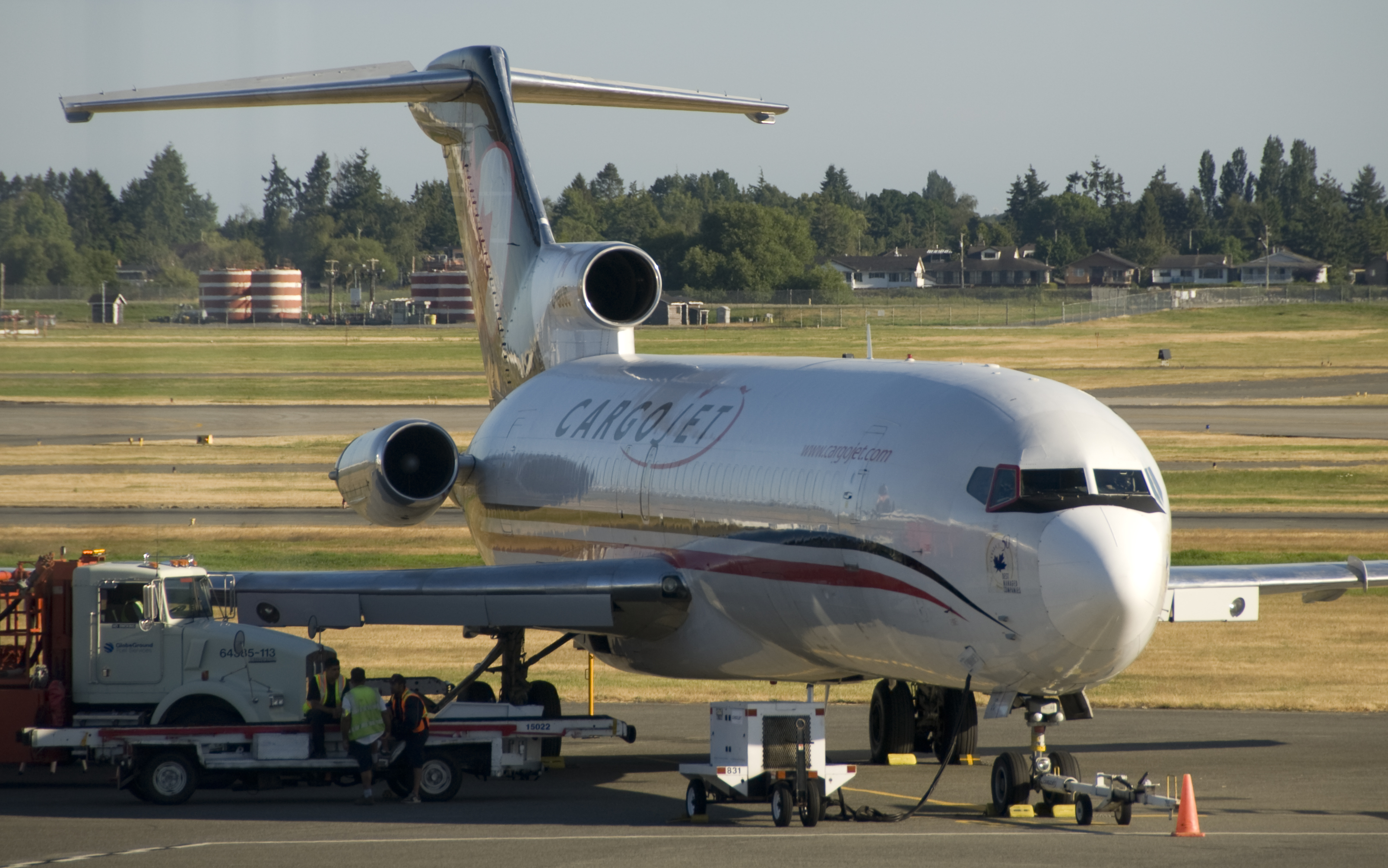
Boeing 727-200F à l'Aéroport de Vancouver

La compagnie aérienne a été fondée le 21 février 2002 et a commencé ses opérations en juin de la même année. Sa fondation résulte de l’arrêt des opérations de Canada 3000 Cargo. Initialement, la flotte de Cargojet était composée uniquement de Boeing 727-200.
En 2008, Cargojet a lancé un programme de renouvellement de sa flotte. Ainsi, la compagnie a fait l’acquisition d’un Boeing 757-200 et de deux Boeing 767-200, deux types d’aéronefs qui permettent une meilleure efficacité et une meilleure efficience des opérations. Le Boeing 757-200 qui est entré en service en 2008 appartenait à l’origine à TUIfly Nordic. Les deux Boeing 767-200 appartenaient quant à eux à American Airlines. Malgré le renouvellement de sa flotte, les aéronefs de type Boeing 727 représentent encore 80 % du total de la flotte.

## Principaux actionnaires
Au 18 février 2020:
| CI Investments                     | 14,2% |
| Ajay K. Virmani                    | 7,15% |
| Fidelity (Canada) Asset Management | 6,52% |
| IA Clarington Investments          | 3,92% |
| Fiera Capital Corp                 | 2,78% |
| Manulife Investment Management     | 2,39% |
| BC Investment Management           | 2,21% |
| Mackenzie Financial                | 2,11% |
| CIBC Asset Management              | 1,91% |
| Fidelity Management & Research     | 1,44% |

## Destinations
Cargojet Airways assure des vols cargo vers les destinations suivantes (en date de 2011):
Calgary, Edmonton, Halifax, Hamilton, Moncton, Montréal-Mirabel, Ottawa, Régina, Saskatoon, St. John's, Toronto, Vancouver, Winnipeg, Katowice (Pologne), Newark, Bermuda.

## Flotte
La flotte de Cargojet Airways est composée, en avril 2025, de,: